# Рулант Саверей
Рулант Саверей (Roelant Savery, 1576 — 25 лютого 1639) — нідерландський художник, гравер часів Золотої доби голландського живопису.

## Життєпис
Походив з родини художників. Народився в Куртре (Кортрейку) у 1576 році. За походженням був фламандцем. У 1585]] році родина вимушена була тікати від релігійних переслідувань до Гарлему. Спочатку в Амстердамі навчався у свого брата Якоба Саверея. Потім став учнем відомого художника Яна Брейгеля Старшого.
У 1604 році на запрошення імператора Священної Римської імперії Рудольфа II перебирається до Праги. Тут виконував численні замовлення Рудольфа та його наступника імператора Маттіаса. У 1606—1608 роках відвідує Швейцарію та Тіроль, де вивчає тамтешні рослини. У 1616 році перебирається до Амстердаму, а вже 1618 року переїздить до Утрехту. В Утрехті у 1619 році стає членом гільдії Святого Луки.
У 1620-х роках стає одним з найвідоміших майстрів натюрморту в Утрехті. Втім, внаслідок захоплення алкоголем втратив значну частину замовлення. У 1638 році оголосив себе банкрутом. Помер у 1639 році в Утрехті.

## Творчість
Був один з засновників анімалістичного жанру в нідерландському живописі. Під час перебування у Празі змальовував мешканців імператорського зоопарку — пеліканів, страусів, верблюдів. Особливо уславився картиною, де зображені вимерлі птахи додо — маврикійського дронта («Додо». 1626 рік).
Картини Саверея відзначені впливом Яна Брейгеля Старшого та Гілліса ван Конінгсло, також в них помітний стиль характерний для маньєризму.
Художник виконав кілька десятків картин із зображенням Орфея і Райського саду, надавши цим улюбленим сюжетам магічний характер. Створюючи пейзажі ретельно вимальовував тварин і рослини.